# António Correia Garcia
 António Correia Garcia  (Ilha Terceira, Açores, Portugal, 24 de Outubro de 1857 - ?) foi um escritor português escreveu várias crónicas sobre tauromaquia demonstrando um profundo conhecimento pela arte de Montes.